# Список міст Північної Кореї
На цій сторінці наведено список міст Корейської Народно-Демократичної Республіки.

## Список

### Умовні позначення
| Тип | Тип                           | Корейською | Корейською | К-сть |
| Тип | Тип                           | Хангиль    | Ханча      | К-сть |
| --- | ----------------------------- | ---------- | ---------- | ----- |
|     | місто прямого підпорядкування | 직할시     | 直轄市     | 1     |
|     | місто з особливим статусом    | 특별시     | 特別市     | 2     |
|     |                               |            |            |       |
|     | місто особливого рівня        | 특급시     | 特級市     | 1     |
|     | звичайне місто                | 시         | 市         | 24    |

### Міста
| Місто    | Хангиль    | Ханча      | Провінція                  | Населення (2008) | Прим. |
| -------- | ---------- | ---------- | -------------------------- | ---------------- | --- |
| Анджу    | 안주시     | 安州市     | Південна провінція Пхьонан | 240 117          | вугільна промисловість                                                                                       |
| Вонсан   | 원산시     | 元山市     | Канвондо                   | 363 127          | приморське місто, популярне для туризму та рибальства                                                        |
| Канге    | 강계시     | 江界市     | Чаган (провінція)          | 251 971          | деревообробна, текстильна промисловість, машинобудування                                                     |
| Кімчхек  | 김책시     | 金策市     | Північна провінція Хамгьон | 207 299          | місто з розвинутою інфраструктурою, розташоване на сході                                                     |
| Кусон    | 구성시     | 龜城市     | Північна провінція Пхьонан | 196 515          | |
| Кесон    | 개성시     | 開城市     | Північна провінція Хванхе  | 308 440          | місто з спеціальним економічним районом, де співпрацюють південнокорейські та північнокорейські підприємства |
| Кечхон   | 개천시     | 价川市     | Південна провінція Пхьонан | 319 554          | |
| Манпхо   | 만포시     | 滿浦市     | Чаган (провінція)          | 116 760          | |
| Мунчхон  | 문천시     | 文川市     | Канвондо                   | 122 934          | |
| Нампхо   | 남포특급시 | 南浦特級市 | нема                       | 366 341          | портове місто, ключове для міжнародної торгівлі                                                              |
| Расон    | 라선직할시 | 羅先直轄市 | нема                       | 196 954          | |
| Пхьонсон | 평성시     | 平城市     | Південна провінція Пхьонан | 284 386          | |
| Пхеньян  | 평양직할시 | 平壤直轄市 | нема                       | 4 138 187        | столиця, основний політичний, економічний і культурний центр                                                 |
| Самджиён | 삼지연시   | 三池淵市   | Янган (провінція)          | 31 471           | |
| Сарівон  | 사리원시   | 沙里院市   | Північна провінція Хванхе  | 307 764          | важливий транспортний вузол                                                                                  |
| Сінпхо   | 신포시     | 新浦市     | Південна провінція Хамгьон | 152 759          | |
| Сінийджу | 신의주시   | 新義州市   | Північна провінція Пхьонан | 359 341          | |
| Соннім   | 송림시     | 松林市     | Північна провінція Хванхе  | 128 831          | металургія                                                                                                   |
| Сунчхон  | 순천시     | 順天市     | Південна провінція Пхьонан | 297 317          | місто, відоме своєю промисловістю, зокрема вугільною                                                         |
| Танчхон  | 단천시     | 端川市     | Південна провінція Хамгьон | 345 876          | |
| Токчхон  | 덕천시     | 德川市     | Південна провінція Пхьонан | 237 133          | |
| Хамхин   | 함흥시     | 咸興市     | Південна провінція Хамгьон | 768 551          | |
| Хесан    | 혜산시     | 惠山市     | Янган (провінція)          | 192 680          | місто на півдні, яке є важливим агрокультурним центром                                                       |
| Хверьон  | 회령시     | 會寧市     | Північна провінція Хамгьон | 153 532          | |
| Хеджу    | 해주시     | 海州市     | Південна провінція Хванхе  | 273 300          | портове місто на західному узбережжі, важливе для зовнішньої торгівлі                                        |
| Хійчхон  | 희천시     | 熙川市     | Чаган                      | 168 180          | |
| Чонджу   | 정주시     | 定州市     | Північна провінція Пхьонан | 189 742          | |
| Чхонджін | 청진시     | 淸津市     | Північна провінція Хамгьон | 667 929          | портове місто на північному сході, важливе для рибальства та торгівлі                                        |